# Panowanie

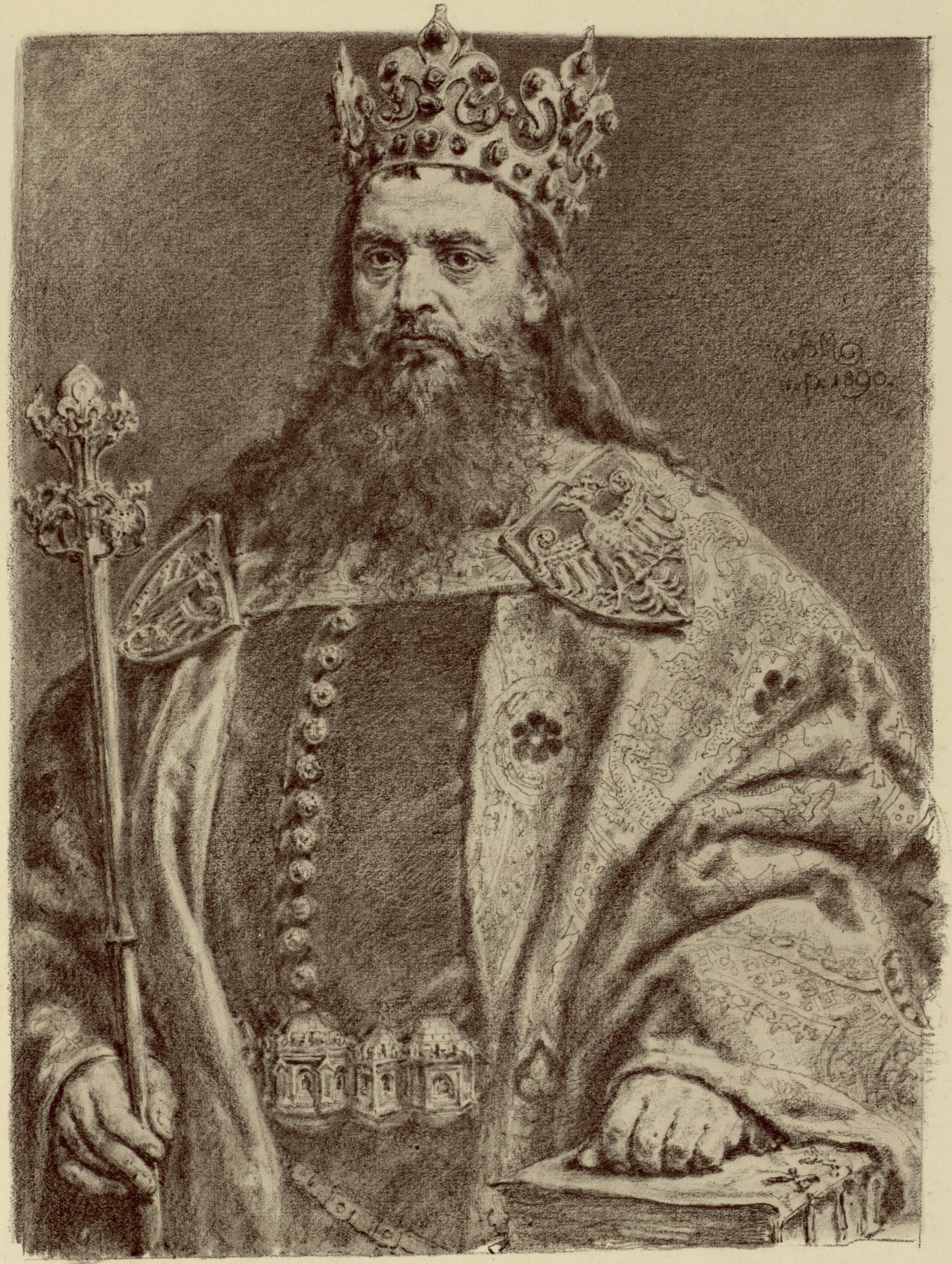
Panowanie Kazimierza Wielkiego trwało w latach 1333-1370

Panowanie – władza sprawowana przez osobę (monarchę) w państwie o ustroju monarchicznym; również okres sprawowania rządów przez panującego.